# In Nomine Dei
In Nomine Dei é uma peça de teatro de José Saramago, publicada em 1993. A ação decorre na cidade alemã de Münster, entre maio de 1532 e junho de 1535. Baseada em factos reais, a obra retrata o episódio conhecido como a Rebelião de Münster, em que protestantes anabatistas e católicos entraram em guerra pelo controle da cidade, causando uma carnificina.  
Trata-se de uma crítica mordaz às crenças religiosas calcadas no fanatismo, que, nas palavras do autor, representam um "trágico capítulo" da intolerância humana.
Durante o discurso proferido ao receber o Prêmio Nobel de Literatura em 1998, Saramago fez referência à obra. O autor afirma que, para escrevê-la, teve de "penetrar no obscuro labirinto das crenças religiosas, essas que com tanta facilidade levam os seres humanos a matar e a deixar-se matar".

### Adaptação para ópera
Concebida por encomenda pelo Teatro Municipal de Münster, por ocasião da celebração dos 1.200 anos de fundação da cidade, a peça foi adaptada para a versão operística pelas mãos de Saramago e do compositor italiano Azio Corghi.
A adaptação ganhou o título Divara - Wasser und Blut [Divara-Água e Sangue], ressaltando o papel de uma das personagens femininas da peça, a rainha Divara, mulher do profeta anabatista Jan Van Leiden.
A ópera estreou no Teatro Municipal de Münster em outubro de 1993 e, em 2001, ganhou nova encenação de Christof Nel para o Teatro Nacional de São Carlos e Teatro Camões, em Lisboa.